# Лабин
Ла́бин (хорв. Labin, итал. Albona) — город в Хорватии, в восточной части полуострова Истрия. Население — 11 642 человека (по данным переписи 2011).

## Общие сведения
Лабин расположен на шоссе Пула — Риека в 5 километрах от побережья залива Кварнер, город связан регулярным автобусным сообщением с Пулой, другими истрийскими городами, а также с Риекой и через неё с остальной Хорватией.
Старая часть Лабина находится на вершине холма высотой 320 метров. Новые кварталы города, называемые также Подлабин, расположены у его подножья.
Многие годы Лабин был главным угледобывающим центром в Хорватии, однако постепенно все шахты были закрыты (последняя — в 1972 г.). Сейчас главная статья доходов города — туризм.
На побережье, в 5 километрах от города расположен известный курорт Рабац.

## Климат
Среднегодовая температура составляет  13,30°C. Среднегодовое количество осадков — 1050 мм. 

## История
Лабин был основан как римское поселение Албона; в Средние века он был одним из первых городов в Истрии, кто признал власть Венеции — в 1430 г. Венецианское правление оставило заметный след в архитектуре города, а по периметру города были воздвигнуты мощные оборонительные сооружения, превратившие Лабин в крепость; впрочем, уже в XVII веке город вышел за пределы крепостных стен.
В 1920 г. город вместе со всей Истрией вошёл в состав Италии. В 1921 г. в городе была провозглашена Лабинская республика, подавленная войсками. После второй мировой войны перешёл к Югославии. С 1991 г. — в составе независимой Хорватии.
См. также История Истрии

## Население
Численность населения города:

## Достопримечательности

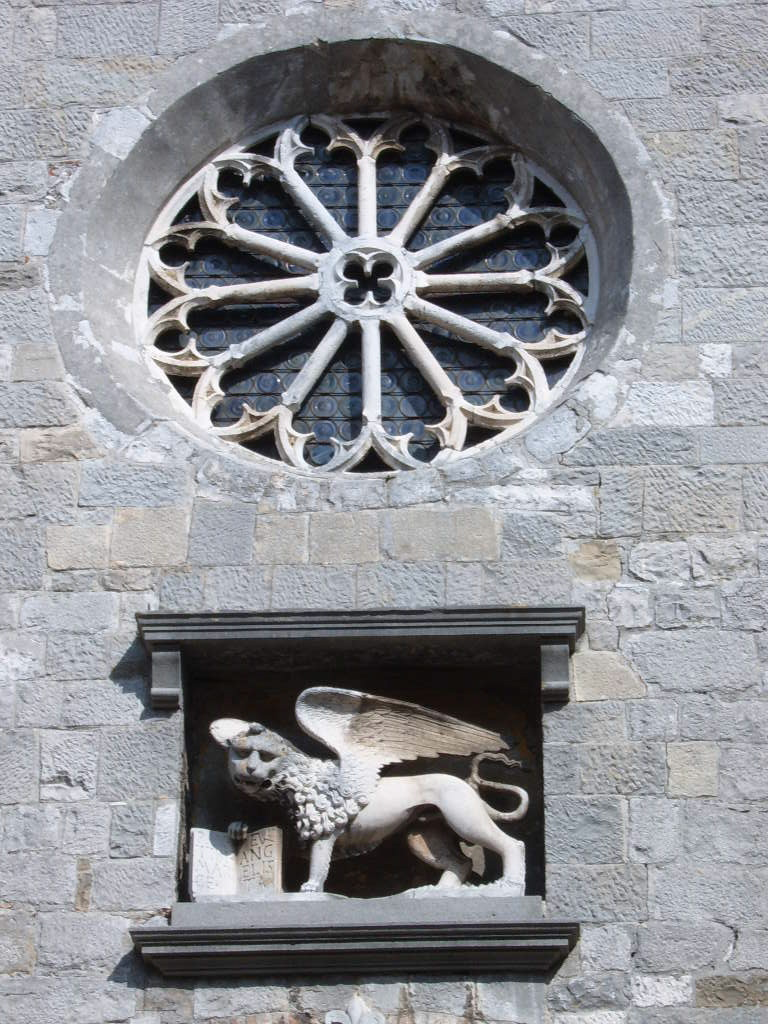
Фасад церкви св. Марии

- Церковь св. Марии — построена в XIV веке, полностью перестроена в XVI — XVII веках. Отдельно стоящая на самой высшей точке лабинского холма колокольня построена в 1623 г.
- Дворец Баттиала-Лазарини барочный дворец первой половины XVIII века, рядом находится часовня св. Степана XVIII века.
- Преторианский дворец  XV века расположен на центральной площади старого города.
- Городские стены  — были построены в XIV веке, позднее многократно перестраивались.